# Saskatchewan River

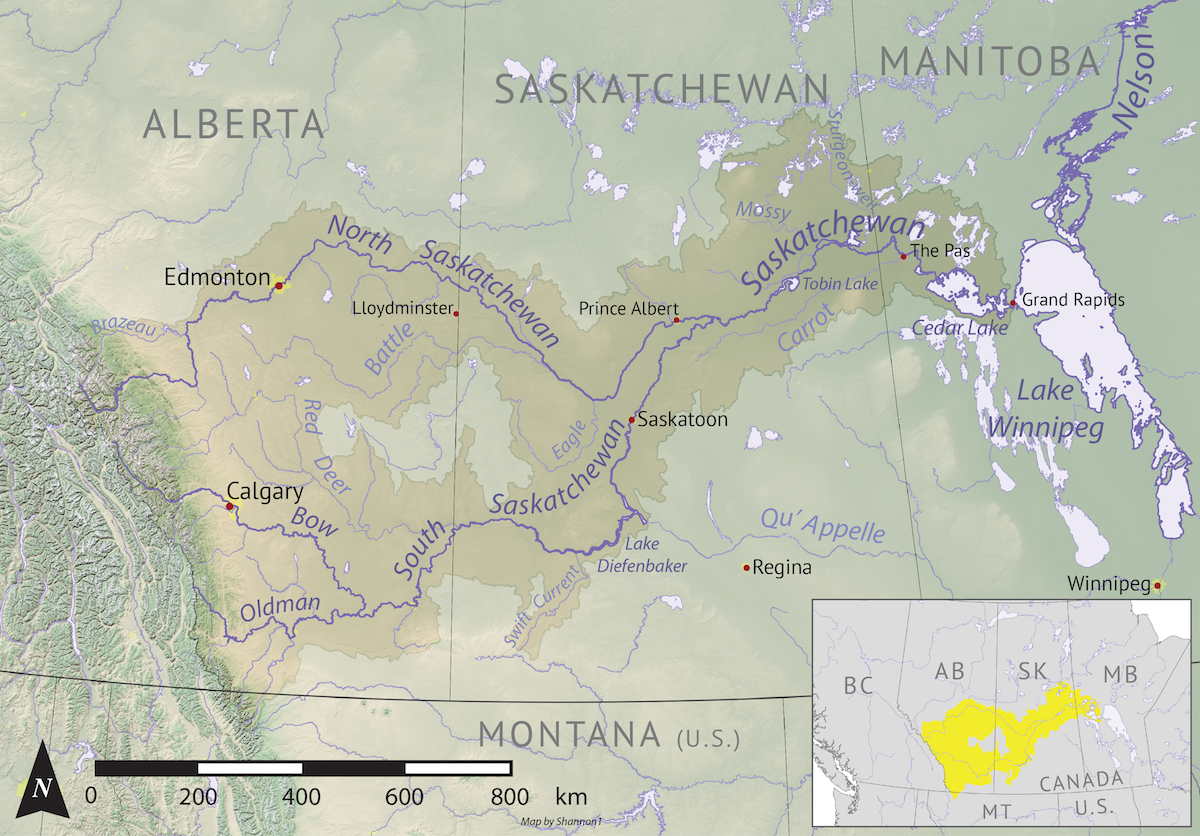
Karta över Saskatchewan River och avrinningsområde (gult).

Saskatchewan River (cree: kisiskāciwani-sīpiy, "den snabbt flytande floden"; franska: rivière Saskatchewan) är en 454 kilometer lång flod i Kanada som uppstår genom föreningen av två källfloder: Den 1241 kilometer långa North Saskatchewan River och den 1304 kilometer långa South Saskatchewan River. Den förra upprinner från glaciärer i Klippiga bergen mellan Mount Columbia och Mount Lyell, den senare bildas genom flera källfloder från Klippiga bergen, av vilka den sydligaste rinner upp på gränsen mellan Kanada och Montana. North Saskatchewan upptar bland andra bifloden Battle River och South Saskatchewan floderna Bow River och Red Deer River. Norra och Södra Saskatchewan möts öster om Prince Albert i Saskatchewan. Floden flyter först åt nordost genom en sjörik trakt, därpå åt sydost till Cedar Lake, samt faller ut i Winnipegsjön, sammanlagt 454 km. Denna sjös avlopp, Nelsonfloden, kan betraktas som en fortsättning av Saskatchewan River. Floden är segelbar till Edmonton vid North Saskatchewan, 1243 kilometer från mynningen. Segelbarheten avbryts dock på några ställen genom forsar och fall, av vilka de största är Grand Rapids vid mynningen.